# Petrus en Pauluskerk (Moskou)
De Petrus en Pauluskerk (Russisch: Храм Святых Апостолов Петра и Павла) is een van de drie historische rooms-katholieke kerken van Moskou. De voormalige kerk staat in het Centraal Administratieve Okroeg.

## Geschiedenis
De kerk werd naar een ontwerp van Alessandro Gilardi gebouwd in de jaren 1839-1845 voor de Pools-katholieke gemeenschap in Moskou. Dit werd mogelijk gemaakt door gulle giften van diverse charitatieve organisaties en Moskouse katholieken. De kerk werd gebouwd in de stijl van het Moskouse laat-classicisme. Lange tijd was de Petrus en Pauluskerk de enige rooms-katholieke kerk in Moskou en onder de parochianen bevonden zich dan ook veel prominente personen.

### Na de revolutie
De kerk werd gesloten in 1920. In 1940 werd de voormalige kerk omgebouwd tot bioscoop. In 1941 werd het gebouw getroffen door een Duitse bom en verwoest. Herbouw volgde in 1946 en het gebouw werd in gebruik genomen door het onderzoeksinstituut "GiproUgleMasch". De vele verbouwingen hebben het historische kerkgebouw volkomen onherkenbaar gemaakt.

### Na de val van het communisme
Na de val van het communisme herstelden de structuren van de Rooms-Katholieke Kerk zich in Rusland. Het was een logische stap van de herstelde kerk om de gebouwen terug te eisen. Vanaf de jaren 90 heeft de Rooms-Katholieke Kerk in Rusland dan ook een bittere strijd gestreden voor de teruggave van het gebouw. Allerlei acties van de rooms-katholieke gemeenschap ten spijt, die tot bij de hoogste gerechtelijke autoriteiten werden uitgevochten, werd de kerk, in tegenstelling tot de Kathedraal van de Onbevlekte Ontvangenis, niet teruggegeven aan de kerk. De diensten van de parochie worden tegenwoordig gevierd in de nabijgelegen Kerk van Sint-Lodewijk van Frankrijk.

## Externe links

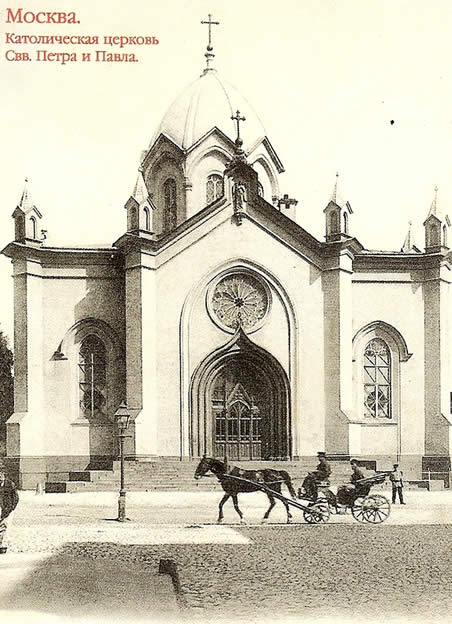
De historische kerk op een ansichtkaart
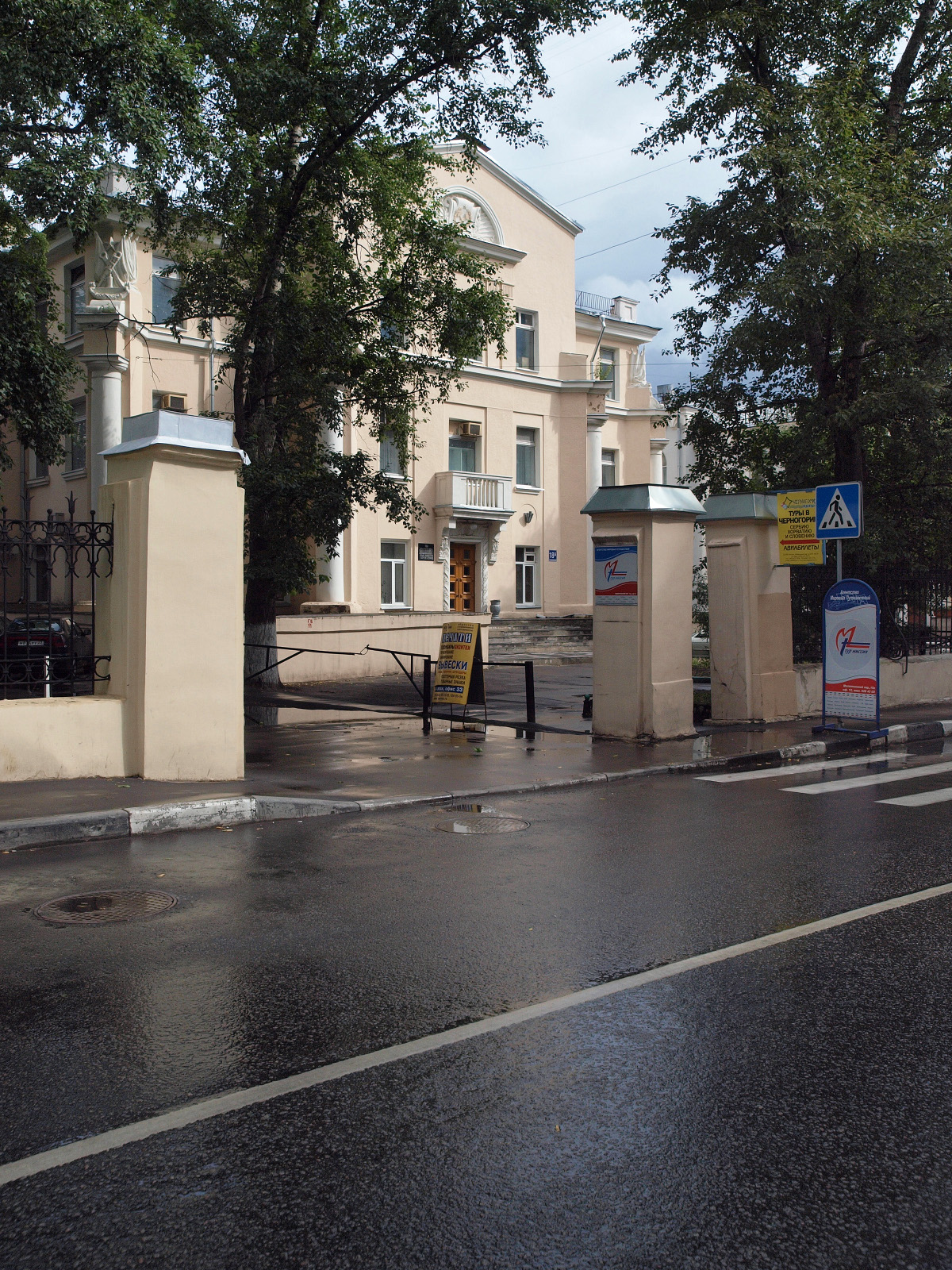
Het huidige uiterlijk van de voormalige kerk